# Хорнер, Крейг
Крейг Хорнер (англ. Craig Horner, род. 24 января 1983) — австралийский актёр телевидения и кино. Наиболее известен ролью Ричарда Сайфера в телесериале «Легенда об Искателе» и Эша в сериале «H2O: Просто добавь воды».

## Биография

### Ранняя жизнь
Родился в городе Брисбен, штат Квинсленд, Австралия. Закончил лютеранский колледж Св. Петра (St. Peters Lutheran College) в пригороде Индурупилли (Indooroopilly). Театром увлекся в школьные годы, его актёрские способности проявились уже в ученических спектаклях. После окончания колледжа переехал в Сидней, где серьёзно занялся актёрской карьерой.

### Карьера
Карьера Хорнера началась с сериала «Кибердевочка», где он сыграл Джексона Кэмпбелла. Потом он сыграл роль Эша Доува в телесериале «H2O: Просто добавь воды». Но популярность пришла к актёру после участия в сериале «Большая волна», в котором он сыграл серфера Гарри Миллера. После успеха «Большой волны» Крейг был приглашен на главную роль Ричарда Сайфера в сериал «Легенда об Искателе».
У Крейга есть своя музыкальная группа ITHACA. В 2015 году группа выпустила дебютный альбом Live from the Studio.

## Фильмография
| Год       |     | Русское название        | Оригинальное название | Роль                     |
| --------- | --- | ----------------------- | --------------------- | ------------------------ |
| 2001      | с   | Кибердевочка            | Cybergirl             | Джексон (2 эпизода)      |
| 2002      | ф   | Без купюр               | Blurred               | Пит                      |
| 2003      | кор | Моментом позже          | The Moment After      | имя персонажа неизвестно |
| 2003      | ф   | Против течения          | Swimming Upstream     | Рональд Финглетон        |
| 2005      | с   | Мыс                     | headLand              | Нил Слэттери (2 эпизода) |
| 2006      | с   | Королевская бухта       | Monarch Cove          | Калеб                    |
| 2006      | ф   | Не вижу зла             | See No Evil           | Ричи                     |
| 2006      | с   | Путаница                | Two Twisted           | Мэйз                     |
| 2006      | с   | Королевская бухта       | Monarch Cove          | Калеб                    |
| 2007—2008 | с   | H2O: Просто добавь воды | H2O: Just Add Water   | Эш                       |
| 2008      | с   | Большая волна           | Blue Water High       | Гарри Миллер (3 сезон)   |
| 2008—2010 | с   | Легенда об Искателе     | Legend of the Seeker  | Ричард Сайфер            |
| 2014      | с   |                         | Hindsight             | Шон                      |
| 2016      | с   | Однажды в сказке        | Once Upon a Time      | граф Монте-Кристо        |
| 2022      | ф   | Идеальное сочетание     | The perfect pairing   | Кадлер                   |